# Pseudostenophylax alcor
Pseudostenophylax alcor är en nattsländeart som beskrevs av Schmid 1991. Pseudostenophylax alcor ingår i släktet Pseudostenophylax och familjen husmasknattsländor. Inga underarter finns listade i Catalogue of Life.